# Залєсьє (Клинський район)
Залєсьє — село у складі міського поселення Клин Клинського району Московської області Російської Федерації.

## Розташування
Село Залісся входить до складу міського поселення Клин Найближчі населені пункти, Пусті Меленки, Горбово, Синьково.

## Населення
Станом на 2006 рік у селі проживало 3 особи, в 2010 — 41 особа